# مسجد کوچک
مسجد کوچک مربوط به دوره قاجار است و در تبریز، بازار مسجد کوچک واقع شده و این اثر در تاریخ ۷ مهر ۱۳۸۱ با شمارهٔ ثبت ۶۱۴۸ به‌عنوان یکی از آثار ملی ایران به ثبت رسیده است.